# His Lesson
His Lesson é um filme mudo de curta-metragem norte-americano de 1912, do gênero drama, dirigido por D. W. Griffith e distribuído pela General Film Company.

## Elenco
- Harry Hyde
- W.C. Robinson
- Charles Gorman
- Mae Marsh